# Shō Inagaki
Shō Inagaki (稲垣 祥, Inagaki Shō), né le 25 décembre 1991 à Nerima (Japon), est un footballeur international japonais évoluant au poste de milieu axial au Nagoya Grampus, club dont il est par ailleurs le capitaine.

## Carrière

### En club

#### Au Ventforet Kofu (2014-2017)
Avec l'équipe du Ventforet Kōfu, Shō Inagaki joue 81 matchs en première division japonaise, inscrivant six buts.

### En sélection nationale
Shō Inagaki honore sa première sélection en équipe nationale le 30 mars 2021 lors d'un match du Groupe F du deuxième tour des éliminatoires de la Coupe du monde 2022 de la zone Asie face à la Mongolie, au cours duquel il entre à la de jeu (en remplacement de Daichi Kamada) et inscrit un doublé, apportant ainsi une contribution majeure à la large victoire du Japon (0-14). 